# Gargara malayus
Gargara malayus är en insektsart som beskrevs av Carl Stål 1859. Gargara malayus ingår i släktet Gargara och familjen hornstritar. Inga underarter finns listade i Catalogue of Life.